# Episema extrema
Episema extrema là một loài bướm đêm trong họ Noctuidae.